# ناحیه کارولتون، شهرستان کارول، آرکانزاس
ناحیه کارولتون، شهرستان کارول، آرکانزاس (به انگلیسی: Carrollton Township) یک منطقهٔ مسکونی در ایالات متحده آمریکا است که در شهرستان کرول، آرکانزاس واقع شده‌است. ناحیه کارولتون ۷۱۶ نفر جمعیت دارد.